# Marco Giampaolo
Marco Giampaolo (* 2. August 1967 in Bellinzona, Schweiz) ist ein ehemaliger italienischer Fußballspieler und heutiger -trainer. Als Spieler eher unterklassig bei Giulianova Calcio, dem AS Gubbio und SC Siracusa aktiv, coachte Giampaolo später unter anderem Ascoli Calcio, Cagliari Calcio, Catania Calcio, die AC Mailand und den FC Turin.

## Leben
Marco Giampaolo wurde als Sohn italienischer Eltern am 2. August 1967 in Bellinzona in der Schweiz geboren, die Familie zog aber schon früh nach Italien zurück. Seine erste Station als Fußballspieler hatte er ab 1986 bei Giulianova Calcio, wo er die folgenden vier Jahre bis 1990 verbrachte und in dieser Zeit 109 Ligaspiele ohne Torerfolg für den Verein absolvierte. Giulianova Calcio spielte damals eine konstante Rolle in der Serie C2 und erzielte in allen vier Spielzeiten, die Marco Giampaolo dort weilte, einen Mittelfeldplatz. Von 1990 bis 1992 spielte Giampaolo daraufhin beim AS Gubbio 1910, wo er in zwei Jahren auf 43 Einsätze im Ligabetrieb kam, erneut ohne einen Treffer zu erzielen. Gubbio spielte damals in der gleichen Spielklasse wie Giulianova Calcio, musste allerdings nach Ende der Saison 1991/92 den Gang in die Fünftklassigkeit antreten, woraufhin Marco Giampaolo den Klub verließ. Von 1992 bis 1993 agierte der Mittelfeldspieler daraufhin eine Spielzeit beim ehemaligen Zweitligisten Licata Calcio, wo er auf 34 Ligaspiele kam und auch sein erstes Tor im Ligabetrieb erzielte.
Von 1993 bis 1995 folgte eine zweijährige Aktivität für den SC Siracusa in der Serie C1. Nachdem in der ersten Saison nur knapp der Abstieg in die Serie C2 verpasst wurde, qualifizierte sich das sizilianische Team in der Spielzeit 1994/95 für die Playoffs um den Aufstieg in die Serie B, wo man jedoch am US Avellino scheiterte. Daraufhin verließ Marco Giampaolo Syrakus wieder und schloss sich Fidelis Andria an, das damals zweitklassig spielte. Für Andria machte Giampaolo insgesamt 36 Ligaspiele in der Serie B, wobei ihm ein Torerfolg gelang. Als Siebzehnter der Serie B 1995/96 mit einem Punkt Rückstand auf Brescia Calcio musste jedoch der Gang in die Drittklassigkeit angetreten werden, nachdem Fidelis Andria zuvor vier Jahre zweitklassig gespielt hatte. Daraufhin wechselte Marco Giampaolo erneut den Arbeitgeber und spielte noch ein Jahr für AS Gualdo Fußball, ehe er seine aktive Laufbahn 1997 im Alter von nur dreißig Jahren beendete.

## Trainerkarriere
Nach dem Ende seiner aktiven Laufbahn als Fußballspieler arbeitete Marco Giampaolo ab 2000 als Co-Trainer nacheinander bei Pescara Calcio, Giulianova Calcio und dem FBC Treviso. Mit Treviso stieg Giampaolo als Co-Trainer in der Saison 2002/03 in die Serie B auf, nachdem man die Girone A der Serie C1 als Erster vor UC AlbinoLeffe beendet hatte. In der Serie B 2003/04 folgte mit Platz fünfzehn der relativ sichere Klassenerhalt.
Zur Saison 2004/05 wurde Marco Giampaolo zusammen mit Massimo Silva neuer Trainer des Zweitligisten Ascoli Calcio. Mit Ascoli beendeten Giampaolo und Silva die Spielzeit auf dem fünften Rang, der eigentlich nicht zum Aufstieg in die Serie A berechtigt hätte. Da jedoch sowohl Torino Calcio als auch der AC Perugia aufgrund finanzieller Probleme zwangsabsteigen mussten, rückten das viertplatzierte Treviso und auch Ascoli Calcio in die Aufstiegsränge nach, sodass beide Teams zusammen mit Zweitligameister FC Empoli den Aufstieg in die Serie A schafften. Zur Serie A 2005/06 wurde Marco Giampaolo wieder Co-Trainer in Ascoli Picchio, während Massimo Silva nun alleiniger Cheftrainer wurde. Die Saison wurde auf Platz zehn beendet, wodurch der Klassenerhalt souverän bewerkstelligt wurde.
Im Sommer 2006 wurde Marco Giampaolo neuer Cheftrainer des Erstligisten Cagliari Calcio. Mit der Mannschaft schaffte er den Klassenerhalt als Siebzehnter nur knapp, wobei er nach sechzehn Spieltagen entlassen, durch Franco Colomba ersetzt und nach dessen Entlassung weitere neun Spieltage später wieder als Coach installiert wurde. Nach zwölf Spieltagen der Folgesaison wurde Giampaolo erneut in Cagliari entlassen. Die Saison 2008/09 verbrachte Giampaolo als Trainer des AC Siena, mit dem er die Spielzeit auf dem vierzehnten Platz der Serie A beendete. Nach neun Spieltagen des Folgejahres wurde er beim AC Siena wieder entlassen. Während der ersten zwanzig Spieltage der Serie A 2010/11 trainierte Giampaolo Catania Calcio, wurde aber dann entlassen und durch Diego Simeone ersetzt. Zu Beginn der Folgesaison trainierte Giampaolo den AC Cesena, wurde aber nach nur zehn Spielen von seinen Aufgaben entbunden, ohne auch nur ein Spiel gewonnen zu haben. Bereits nach sechs Spieltagen endete seine Tätigkeit bei Brescia Calcio zu Beginn der Serie B 2013/14.
In der Lega Pro 2014/15 trainierte Marco Giampaolo die US Cremonese, erreichte mit dem ehemaligen Erstligisten allerdings nur einen Mittelfeldrang. Im Sommer 2015 beerbte Giampaolo den zurückgetretenen Maurizio Sarri als Trainer des Erstligisten FC Empoli.
Im Sommer 2016 wechselte Giampaolo nach Vertragsende zu Sampdoria Genua, wo er auf den zur AC Mailand abgewanderten Vincenzo Montella folgte.
Im Sommer 2019 zog es Giampaolo selbst zum AC Mailand, um dort der Nachfolger von Gennaro Gattuso zu werden. Jedoch wurde er nach nur neun Punkten aus sieben Spielen schon Anfang Oktober von seinen Aufgaben entbunden.
Am 7. August 2020 wurde Giampaolo als neuer Cheftrainer des FC Turin vorgestellt. Im Januar 2021 wurde er von seinen Aufgaben entbunden.
Im Januar 2022 wurde Giampaolo erneut Trainer von Sampdoria Genua, wo er am 2. Oktober desselben Jahres nach dem schlechtesten Saisonstart der Vereinsgeschichte mit nur zwei Punkten aus acht Spielen entlassen wurde.

## Erfolge
- Aufstieg in die Serie A: 1×

2004/05 mit Ascoli Calcio